# Farkas Éva (operaénekes)
Farkas Éva (Budapest, 1940. aug. 24. –) énekesnő (alt).
A Zeneakadémia szaktanárképző szakán magánének–szolfézs tanári diplomát szerzett 1964-ben. 1972–75-ben karszólista és kórustag volt Coburgban, Wuppertalban és Bayreuthban. 1975-től 1980-ig a Szegedi Nemzeti Színház, majd 1980-tól az Operaház magánénekese. Vendégszerepelt többek között a Rock Színházban is.

## Főbb szerepei
Azucena (Verdi: A trubadúr); Ulrika (Verdi: Az álarcosbál); Fricka (Wagner: A walkür); Háziasszony (Kodály Z.: Székelyfonó); Szomszédasszony (Sztravinszkij: Mavra); Florence Pike (Britten: Albert Herring); oratóriumok alt szólói.